# Parafia św. Wacława Męczennika w Baworowie
Parafia św. Wacława Męczennika w Baworowie – parafia rzymskokatolicka, znajdująca się w archidiecezji lwowskiej, w dekanacie Czortków. W parafii posługują księża archidiecezjalni. Według stanu na marzec 2024 w parafii posługiwali księża z parafii Świętych Apostołów Piotra i Pawła w Trembowli, której proboszczem jest ks. Anatol Zajączkowski.